# 파스텔 드 나타
파스텔 드 나타(포르투갈어: pastel de nata) 또는 파스텔 드 벨렝(포르투갈어: pastel de Belém)은 포르투갈의 타르트이다. 퍼프 페이스트리 타르트 테두리에 커스터드 소를 채워 구운 커스터드 타르트이며, 마카오식 에그 타르트의 원형이 되는 음식이다. 포르투갈의 국민 음식 가운데 하나로 여겨진다.

## 이름
포르투갈어 "파스텔 드 나타(pastel de nata)"는 "페이스트리, 파이"를 뜻하는 명사 "파스텔(pastel)"과 "~의"라는 뜻의 전치사 "드(de)", "크림"을 뜻하는 명사 "나타(nata)"를 합친 말로, "크림 페이스트리"라는 뜻이다. "벨렝(Belém)"은 리스본의 지명이며, "베들레헴"이라는 뜻이다. "파스텔 드 벨렝(pastel de Belém)"은 "벨렝 페이스트리"를 뜻한다.
복수 형태는 각각 파스테이스 드 나타(포르투갈어: pastéis de nata)와 파스테이스 드 벨렝(포르투갈어: pastéis de Belém)이다. 현지에서는 단순히 나타(포르투갈어: nata)로도 부르며, 한국에서는 에그 타르트(영어: egg tart)로 불리기도 한다.

## 역사
도스 콘벤투알(수도원 과자)의 일종이다. 당시 수도자들은 옷을 빠는 등의 용도로 달걀 흰자를 사용했으며, 남은 노른자로는 빵과 과자를 만들었다고 한다. 18세기 리스본 산타마리아드벨렝에 자리한 제로니무스 수도원의 성직자와 수도자들이 생계를 위해 파스텔 드 나타를 팔기 시작했다고 전해진다. 당시 벨렝은 리스본에서 배를 타고 갈 수 있는 별개의 지역이었으며, 사람들은 제로니무스 수도원과 벨렝탑을 방문한 관광객들을 통해 파스텔 드 벨렝에 관한 입소문이 퍼지게 되었다.
1820년 포르투갈 내전 이후 제로니무스 수도원이 1834년에 폐쇄되었고, 파스텔 드 벨렝 조리법은 설탕정제소에 판매되었다. 정제소 주인이던 도밍구스 하파엘 알베스(Domingos Rafael Alves)가 1837년 "파브리카 드 파스테이스 드 벨렝(Fábrica de Pastéis de Belém→파스텔 드 벨렝 공장)"이라는 제과점을 열었다. 1837년부터 대를 이어 영업해오고 있는 이 가게가 "안티가 콘페이타리아 드 벨렝(Antiga Confeitaria de Belém→벨렝의 오래된 과자점)"으로 불리기도 한다.

## 만들기
달걀 노른자, 설탕, 우유, 레몬 제스트, 계피를 넣어 만든 커스터드를 퍼프 페이스트리로 된 타르트 테두리에 채워 오븐에 구워 낸다.

## 사진

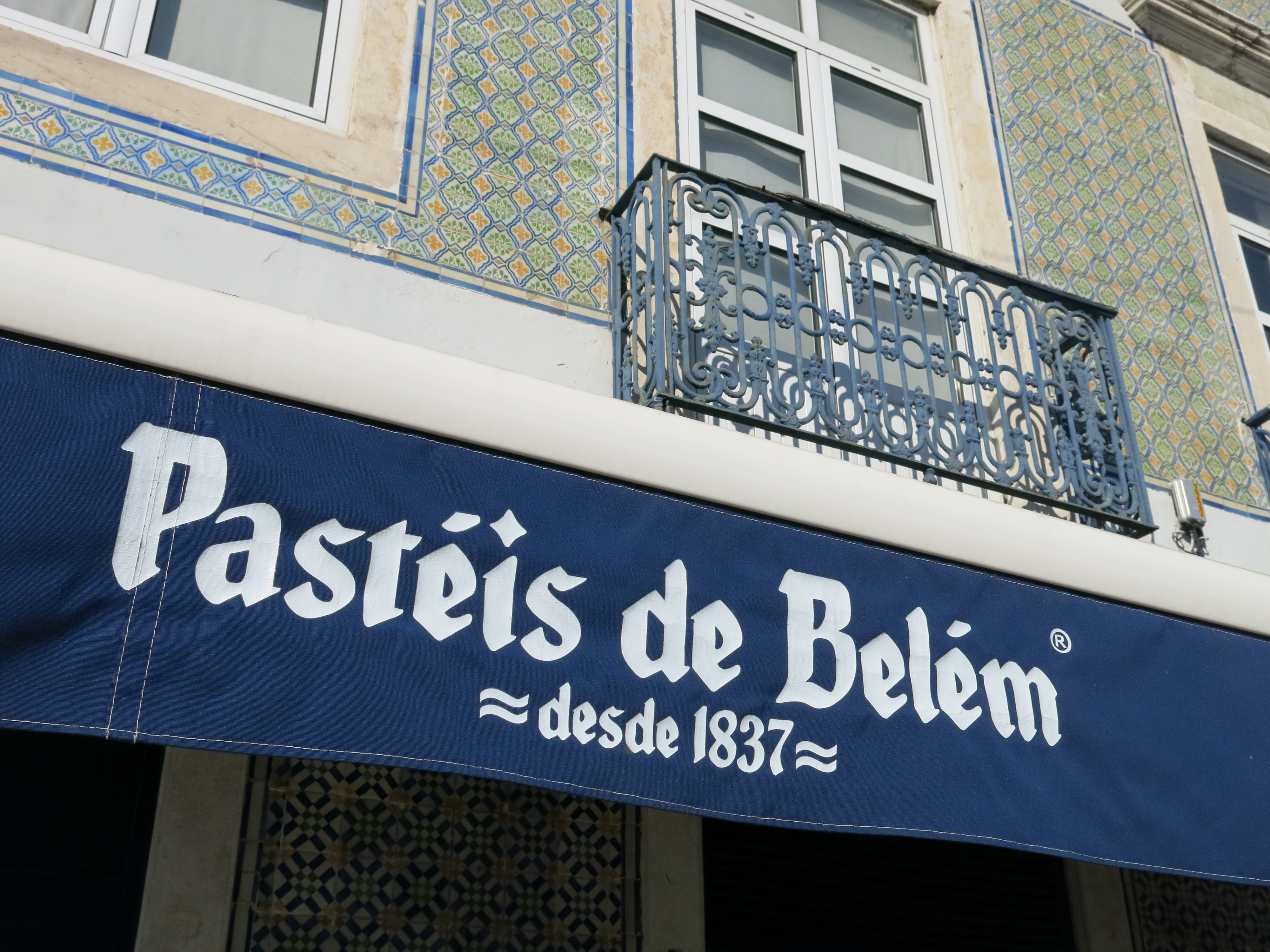
"파스테이스 드 벨렝"이라 쓰인 간판
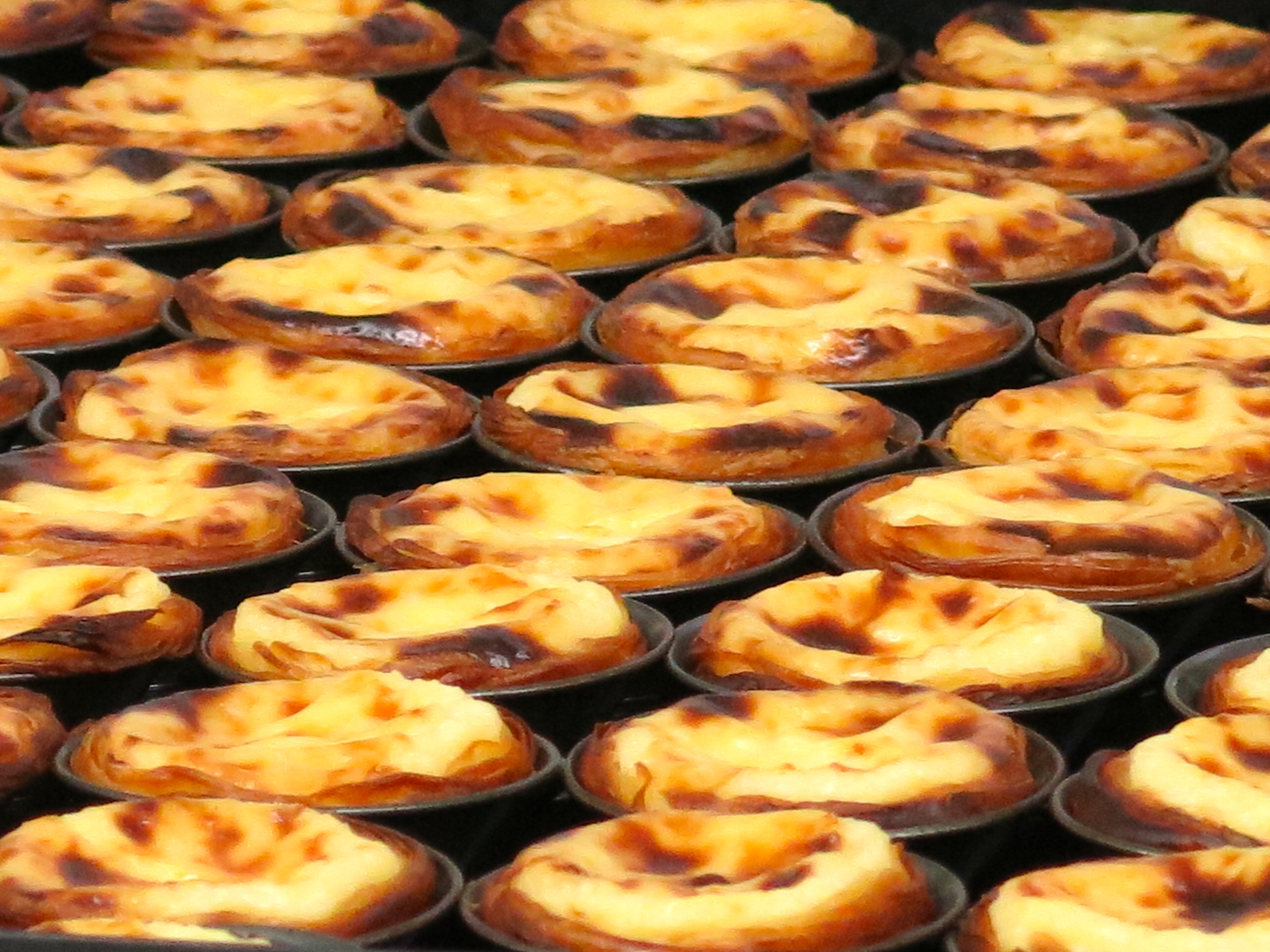
구워진 파스텔 드 벨렝

## 같이 보기
- 단탓(광둥·마카오·홍콩식 에그 타르트)
- 에그 커스터드(영국식 커스터드 타르트)